# عامر الدوسري
عامر الدوسري، لاعب كرة قدم قطري سابق .
كانت بداياته مع نادي المريخية وانتقل إلى النادي الأهلي في عام 2004 و أعاره الأهلي لأندية العربي وقطر و الغرافة والسيلية و الجيش .

## روابط خارجية
- عامر الدوسري على موقع Soccerway.com (الإنجليزية)